# Peugeot Typ 16
Der Peugeot Typ 16 ist ein frühes Automodell des französischen Automobilherstellers Peugeot, von dem von 1897 bis 1900 im Werk Audincourt 87 Exemplare produziert wurden.
Die Fahrzeuge besaßen einen Zweizylinder-Viertaktmotor eigener Fertigung, der im Heck liegend angeordnet war und über Kette die Hinterräder antrieb. Der Motor leistete zwischen 5 und 8  PS.
Bei einem Radstand von 155 cm und einer Spurbreite von 131 cm vorne bzw. 128 cm hinten betrug die Fahrzeuglänge 245 cm und die Fahrzeughöhe 145 cm. Die Karosserieform Vis-à-vis bot Platz für vier Personen. Bei der Ausführung mit Dach weichen die Maße etwas ab.

## Bildergalerie

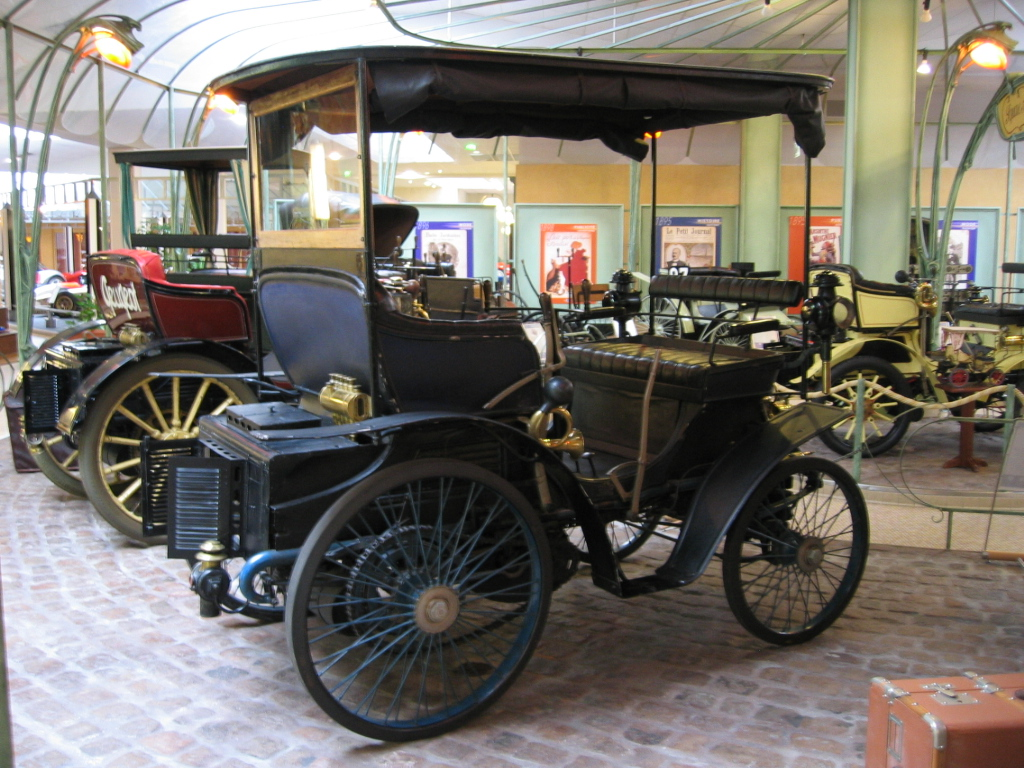
Peugeot Typ 16 im Museum von Sochaux
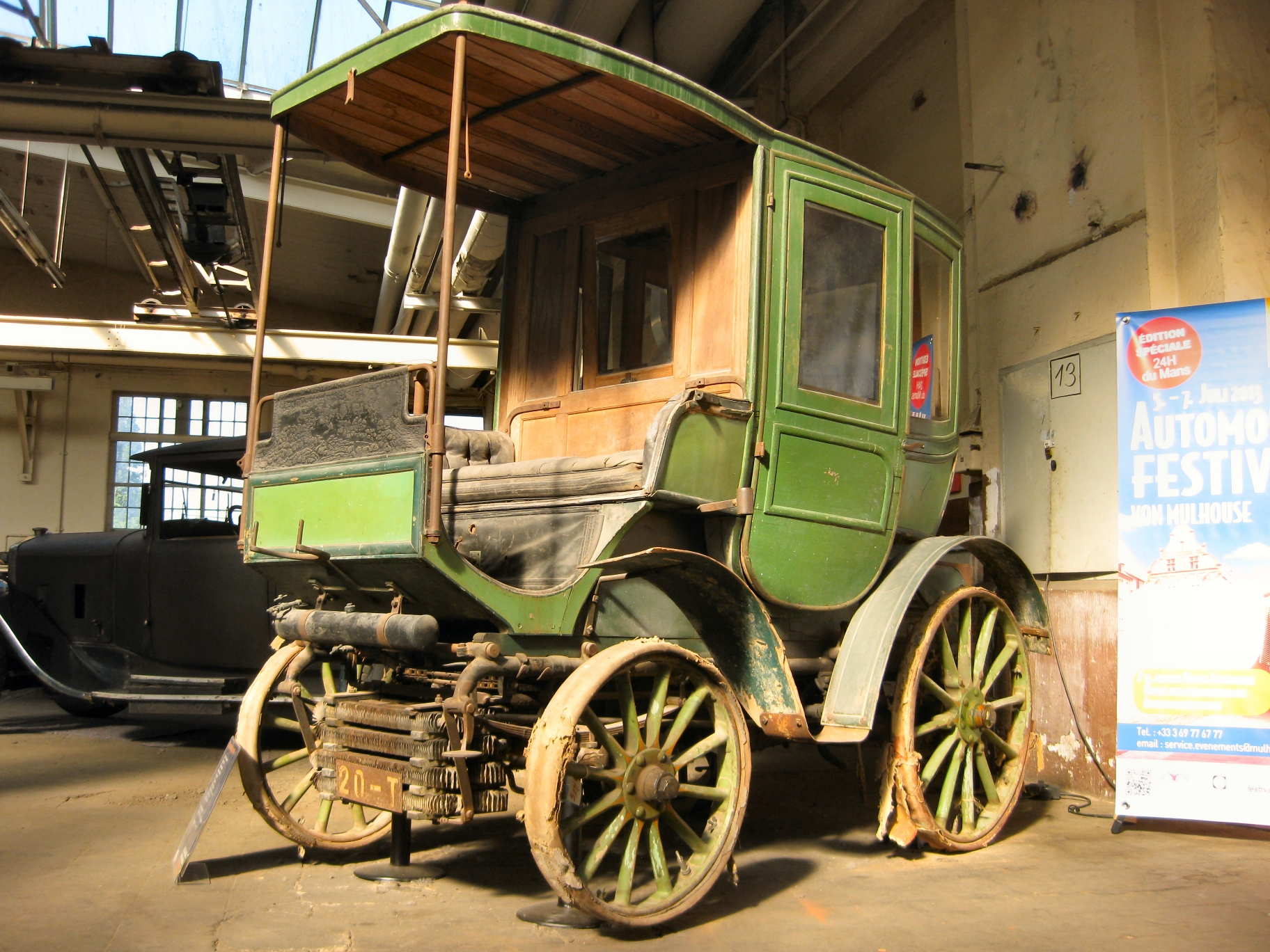
Peugeot Typ 16 (1898) aus Sammlung Schlumpf
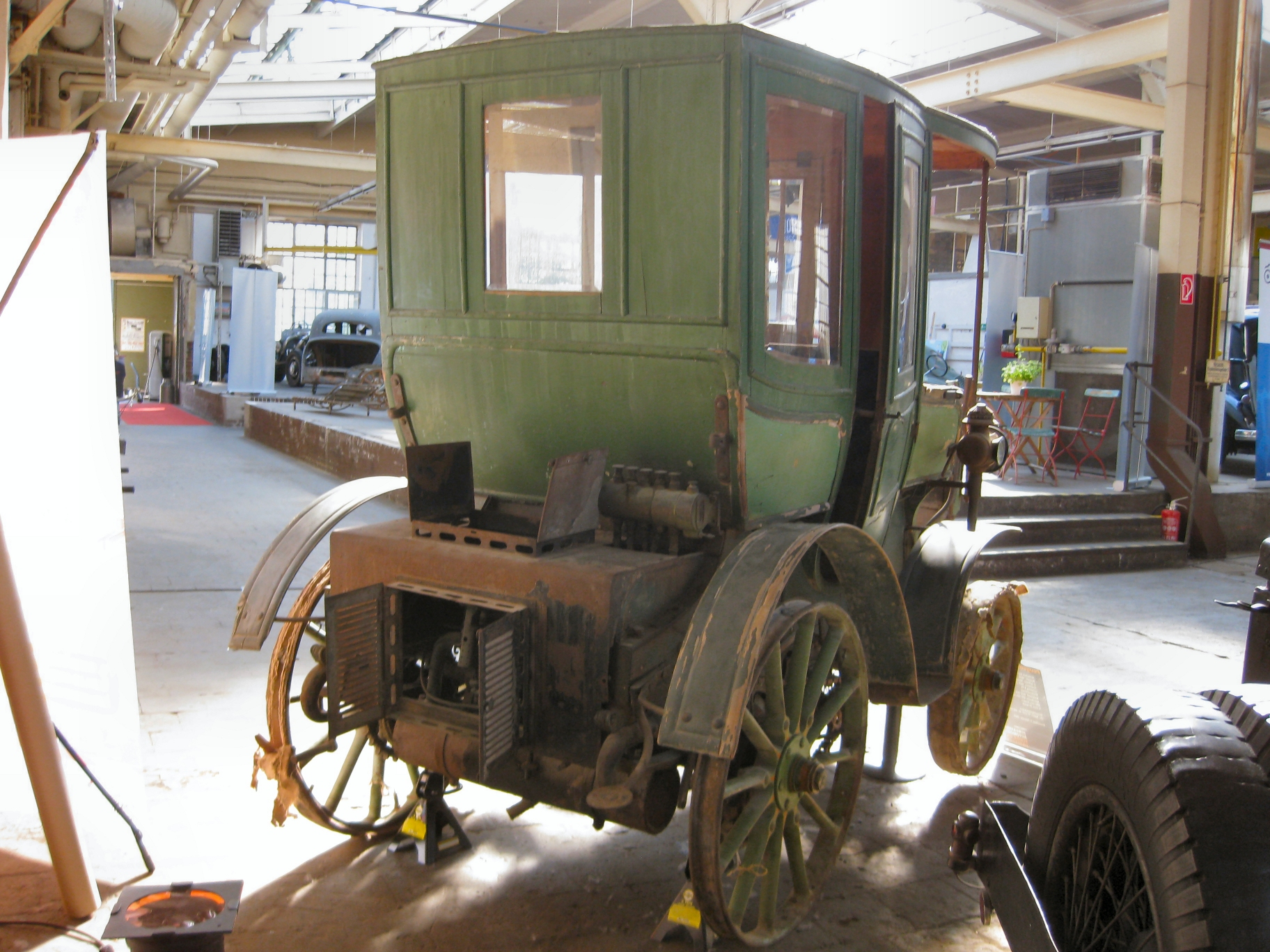
Peugeot Typ 16 (1898)
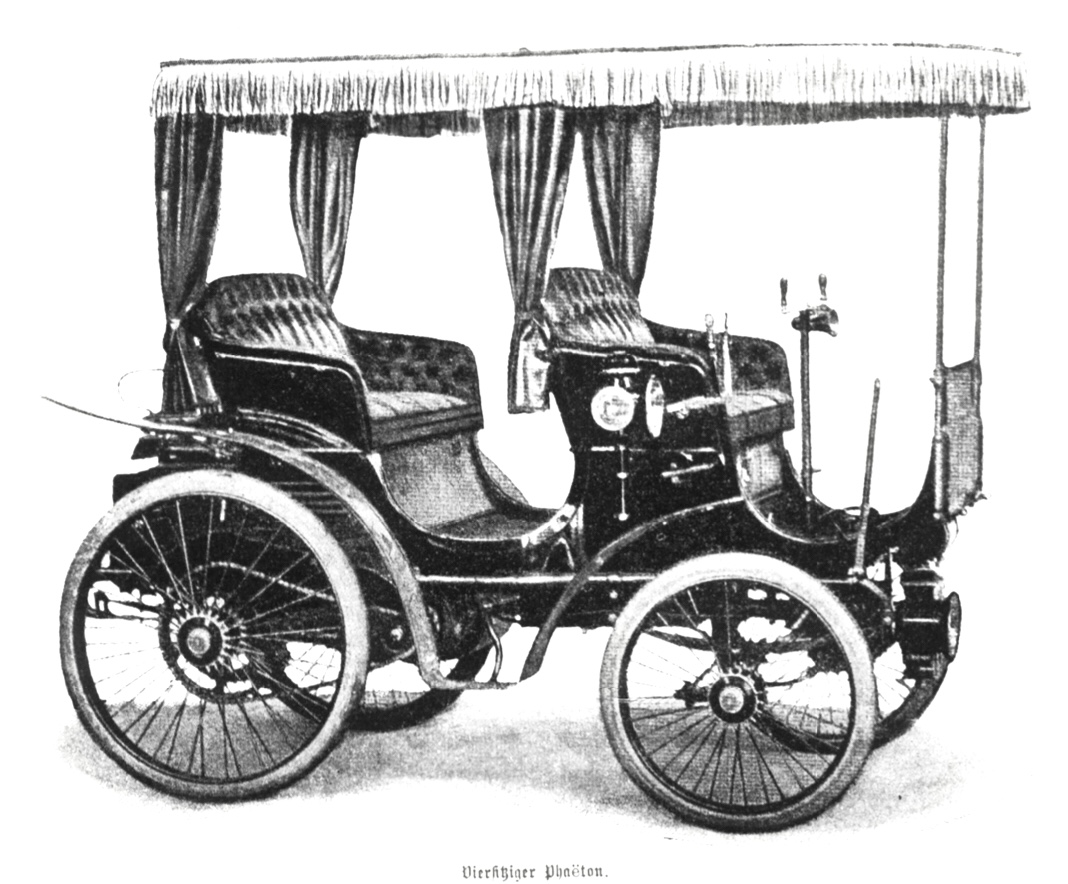
Peugeot Typ 16 um 1900